# Cranopsis cucullata
Cranopsis cucullata är en snäckart som först beskrevs av Gould 1846.  Cranopsis cucullata ingår i släktet Cranopsis och familjen nyckelhålssnäckor. Inga underarter finns listade i Catalogue of Life.